# Tainia emeiensis
Tainia emeiensis là một loài thực vật có hoa trong họ Lan. Loài này được (K.Y.Lang) Z.H.Tsi miêu tả khoa học đầu tiên năm 1999.